# Miguel Urrutia Montoya
Urrutia  Montoya est un nom espagnol. Le premier nom de famille, en général paternel, est Urrutia ; le second, en général maternel, souvent omis, est Montoya.
Miguel Urrutia Montoya, né le 20 avril 1939 à Bogota (Cundinamarca) où il meurt le 9 juillet 2024, est un économiste colombien. Il est président de la Banque de la république de Colombie de 1993 à 2005.

## Biographie

### Mort
Miguel Urrutia Montoya meurt le 9 juillet 2024 à l’âge de 85 ans, à Bogota.